# Peristylus ciliatus
Peristylus ciliatus är en orkidéart som beskrevs av Cedric Errol Carr. Peristylus ciliatus ingår i släktet Peristylus och familjen orkidéer. Inga underarter finns listade i Catalogue of Life.